# Kandangwangi
Kandangwangi is een bestuurslaag in het regentschap Banjarnegara van de provincie Midden-Java, Indonesië. Kandangwangi telt 3056 inwoners (volkstelling 2010).